# 서유기3: 월광보합 리턴즈
《서유기3: 월광보합 리턴즈》(大話西游 3, A Chinese Odyssey Part Three)는 중국에서 제작된 유진위 감독의 2016년 액션, 판타지, 코미디 영화이다. 한경 등이 주연으로 출연하였다. 2016년 9월 14일 중국에서 개봉되었다.

## 출연

### 주연
- 한경
- 당언
- 막문위

### 조연
- 질리안 청